# Idnes.cz
idnes.cz (zapis stylizowany: iDNES.cz) – czeski portal informacyjny. Został założony w 1998 roku jako magazyn online Mladej fronty DNES. Przez pewien czas był najczęściej odwiedzaną witryną internetową w Czechach.
W rankingu Alexa serwis był notowany globalnie na miejscu: 1529 (grudzień 2020), w Czechach: 5 (grudzień 2020).